# Alexander Senki
Alexander Senki (アレクサンダー戦記 Arekusandaa Senki?, conocido a nivel internacional como Alexander y en Estados Unidos como Reign: The Conqueror) es una serie de anime coreana-japonesa basada en la novela ligera homónima escrita por Hiroshi Aramata. La serie es una re-imaginación de la vida del conquistador y emperador macedonio Alejandro Magno. Tuvo su estreno en Japón en el mes de septiembre del año 1999 a través del canal de pago WOWOW, con una duración de 13 capítulos.
La serie fue producida por un equipo de animadores reclutados a nivel internacional y la mayor parte de la producción estuvo a cargo de animadores coreanos. El diseño de los personajes estuvo a cargo del animador coreo-estadounidense Peter Chung; fue dirigida por Rintaro y Yoshinori Kanemori y animada por el estudio Madhouse.

## Sinopsis
La serie es una re-imaginación de la vida de Alejandro Magno. El príncipe Alexander, hijo del rey Filipo II y heredero del Imperio macedonio, debe defenderse de saboteadores políticos, asesinos y los celos de su propio padre para ascender a la posición de rey. Una vez allí, comienza su búsqueda para conquistar todas las naciones y hacerse conocer como el Gran Rey, aunque una antigua profecía pronostica que va a ser el destructor del mundo.

## Personajes
- Olimpia: Reina de Epiro, luego reina de Macedonia al desposarse con Filipo. Madre de Alexander. Se caracteriza por sus rituales paganos y por desear que su hijo destruya el mundo.
- Filipo II: Rey de Macedonia. Esposo de Olimpia y padre de Alexander, a quien cela debido a las intrigas sembradas por Átalo.
- Alexander: Príncipe de Macedonia. Hijo de Olimpia y Filipo. Hecho rey tras la muerte de su padre y conquistador del mundo.
- Hefestión: Mejor amigo de Alexander y principal guardaespaldas de este.
- Clito:Conocido como Clito "el negro". Lancero experto y general de caballería del ejército macedonio bajo el reinado de Filipo y luego bajo el de Alexander. Amigo de Tolomeo y Filotas antes de conocer a Alexander.
- Filotas: Amigo y uno de los principales guardaespaldas de Alexander. General del ejército macedonio. Hijo y sucesor de Parmenione.
- Aristóteles: Filósofo griego residente en Macedonia, inventor de un soldado biomecánico gigante para los ejércitos de Filipo y responsable de la educación de Alexander.
- Átalo:General al servicio de Filipo. Principal instigador de tramas hacia Alexander y su madre Olimpia frente a Filipo. Suegro de este luego de ofrecerle a su hija como nueva esposa.
- Eurídice: Hija de Átalo y esposa de Filipo luego de las intrigas de su padre contra Alexander y Olimpia.
- Cassandra: Amiga de Alexander y su última guardaespaldas. De adolescentes, ambos (Cassandra y Alexander) se educaron bajo la tutela del filósofo Aristóteles, quien es el tío de Cassandra.
- Darío III: Rey del Imperio Persa y principal adversario de Alexander.
- Roxana: Prometida de Darío III Codomano, último rey del Imperio Aqueménida. Luego de la batalla de Gaugamela, con Darío muerto a manos de Alexander (según la serie), el rey macedonio se desposa con ella. Juntos celebran la unión en la ciudad ceremonial persa de Persépolis.
- Parmenión: General de Infantería de falanges del ejército del Rey Filipo II y luego del ejército de Alexander. Padre del también general y guardaespaldas del rey, Filotas.
- Antípatro: General del ejército del Rey Filipo II y luego del ejército de Alexander. Amigo cercano del general Parmenione.
- Tolomeo: Amigo de Alexander y General de infantería de su ejército. Rey de Egipto del imperio macedonio tras la muerte de Alexander.
- Demóstenes: El más prominente orador ateniense. Acérrimo adversario de Filipo II y principal instigador del pueblo ateniense en contra de la avanzada militar de Filipo y Alexander sobre territorios griegos.
- Diógenes: Filósofo de vida voluntariamente austera. De actitud cínica y despreocupada. Vive en un barril (originalmente se dice que vivía en un gran tonel) en la ciudad de Atenas. Contemporáneo de Platón. Este, luego de morir, se apareció ante Diógenes y así le entregó el conocimiento de la verdad esencial del universo (el Platohedro); con la condición de que lo arrojara donde nadie pudiese encontrarlo jamás. Diógenes, cumplió sin reparo.

## Media

### Anime
El anime se emitió desde el 14 de septiembre de 1999 al 7 de diciembre del mismo año por el canal de pago WOWOW. Fue transmitido en Estados Unidos por el bloque Adult Swim de Cartoon Network en 2003 y en América Latina por Locomotion en 2004. En España y Portugal, Locomotion alcanzó a emitir algunos episodios de la serie en forma de preestreno durante el mes de junio del año 2003, antes de su cese de emisiones.

#### Episodios
- (Act.1:魔王誕生) Una profecía nacida este día.
- (Act.2:陰謀の序曲) Truenos de guerra.
- (Act.3:魔王邂逅) Error de diplomacia.
- (Act.4:暗殺の音階) Ascensión al trono.
- (Act.5:狂えるソクラテス) Dios de la creación.
- (Act.6:サモトラケの魔女) El secreto de Samotracia.
- (Act.7:ゴルディオのきびき) El nudo gordiano.
- (Act.8:魔都彷徨) Aquí deberá alzarse Alejandría.
- (Act.9:アモンの神託) El oráculo de Amón.
- (Act.10:ガウガメラの死闘) Persia caerá.
- (Act.11:ペルセポリスの炎上) Unificación antes que división.
- (Act.12:虐殺行) Los conquistados se alzan.
- (Act.13:カタルシス) La profecía pasa de largo.

### Película
El 9 de octubre de 2000 se estrenó en cines japoneses una película de Alexander, bajo el título Alexander: The Movie (アレクサンダー戦記【劇場版】 Arekusandā Senki [Gekijō-ban]?)
La misma consiste casi en su totalidad en imágenes recolectadas de la serie; cubre los primeros diez episodios del anime, terminando con la derrota de Darío III y el ejército persa. La historia se cuenta en diferente orden y algunos hechos van siendo resumidos y a la vez enlazados mediante unos relatos de Pitágoras, a quien se lo muestra sentado en una sala desordenada, siendo dichas escenas exclusivas de la película.
Fuera de Japón se exhibió por Locomotion en América Latina, y fue editado en DVD en Italia por Dynit.